# Mariëtte Drewes
Mariëtte Drewes (21 februari 1967) is een Nederlandse schaakster met FIDE-rating 2100 in 2017. In 1989 was Drewes Nederlands kampioen schaken bij de vrouwen. Ze is een  FIDE Meester bij de vrouwen (WFM). 
Als jeugdspeelster behaalde ze op het Nederlands Kampioenschap Snelschaken voor de jeugd in 1979 de titel in Categorie C en in 1981 en 1982 in Categorie B. Bij het LOI-snelschaaktoernooi in 1981 won ze in de categorie meisjes tot 15 jaar (21 pt. uit 22). In 1984 behaalde ze een vierde plaats op het nationale kampioenschap voor vrouwen. In 1988 nam ze met het Nederlandse vrouwenteam deel aan de Schaakolympiade; aan het reservebord behaalde ze 4 pt. uit 8 partijen. In 1989 werd ze in Dieren nationaal schaakkampioene.

## Externe koppelingen
- (en)   Informatie over schaakpartijen van Mariëtte Drewes op ChessGames.com
- (en)   Informatie over schaakpartijen van Mariëtte Drewes op 365chess.com
- (en)  FIDE-ratinggegevens voor Mariëtte Drewes